# Cory Nelms
Cory Nelms (Neptune, 27 febbraio 1988) è un ex giocatore di football americano statunitense che ha giocato nel ruolo di cornerback nella National Football League (NFL). Non venne scelto al draft NFL 2011 ma successivamente firmò con i San Francisco 49ers. Al college giocò a football all'Università di Miami.

## Carriera professionistica

### San Francisco 49ers
Nelms il 26 luglio 2011 firmò come free agent non scelto nel draft un contratto annuale del valore di 96.900 dollari, ma non prese parte a nessuna partita. Il 27 agosto 2012 venne svincolato durante la pre-stagione.

### Oakland Raiders
Il 15 novembre 2012 firmò con la squadra di allenamento dei Raiders un contratto di due anni per un totale di 795.000 dollari. Il 28 dicembre venne promosso nel roster attivo per sostituire l'infortunato Phillip Adams. Debuttò nella NFL il 30 dicembre 2012 contro i San Diego Chargers. Il 26 agosto 2013 fu svincolato.

## Statistiche
| Partite totali      | 1 |
| Partite da titolare | 0 |
| Tackle totali       | 0 |
| Sack                | 0 |
| Intercetti          | 0 |
| Fumble forzati      | 0 |